# Тростянецьке лісове господарство
Тростянецьке лісове господарство — розташоване в південно-східній частині Сумської області на території Тростянецького, Охтирського, Великописарівського районів.

## Опис
Загальна площа лісгоспу — 21961 га. Створений у 1936 році і до його складу входило 6 лісництв загальною площею 15400 га. Нині лісгосп складається з 5 лісництв, цеху переробки деревини, дільниці переробки деревини, автотранспортного цеху і нижнього складу. Основним напрямком господарювання в лісгоспі є лісогосподарське виробництво.
Загальний запас усіх деревостанів лісгоспу — 5908 тис.мЗ, в тому числі стиглих і перестиглих — 944 тис. мЗ. Середній вік насаджень — 76 років. Клас бонітету — 1,3. Повнота — 0,73. Середня зміна запасу на 1 га — 3,8 мЗ.
Основні лісотвірні породи:
- хвойні — 4416 га
- твердолистяні — 15092 га
- м'яколистяні — 853 га[1]

## Історія
Заснування Тростянця збіглося з новою хвилею заселення цих земель у середині XVII століття переселенцями з заходу України. До цього часу межиріччя Псла і Ворскли являло собою первісний лісостеп. Сучасні урочища цього регіону — залишки досить великих лісових масивів, які ще до середини XVII століття безперервними смугами тяглися вздовж річок. Ліси виконували військові функції, були «великими фортецями».
У середині XVII століття ліси по Ворсклі були обов'язково заповідними, а в 1659 році — видано царський указ «О не отводе на будние стены лесов никому ни по каким указам». Незважаючи на це, у зв'язку з інтенсивною колонізацією поворсклянського краю, почалось інтенсивне винищування лісів.
Винищення лісу було тісно пов"язане і з винокурними заводами. А будівництво 1846 року в Тростянці цукрового заводу збільшило споживання лісу на дрова і декілька разів. Залізниці, що будувалися в другій половині минулого століття, також потребували лісу.
Перше лісовпорядження дачі «Красне» проведене в 1886 році на площі 6 тис.га. При цьому була розбита квартальна мережа і організовано два господарства: головне — з пануванням дуба, і тимчасове — куди ввійшла решта порід. Обіг рубок було встановлено терміном у 80 років. У дубовому господарстві планувались поступові рубки і природне поновлення дерев. У тимчасовому — суцільно-лісосічні рубки та створення соснових культур після суцільного корчування і тимчасового сільгоспкористування. Обсяг щорічного користування становив 49 десятин. Поступові рубки не дали позитивних результатів. При першій ревізії лісовпорядження в 1896 році два господарства було об"єднано в одне з обігом рубки у 80 років, суцільно-лісосічними рубками та створенням лісових культур після суцільного корчування і тимчасового сільгоспкористування. Обсяг головного користування — 59 десятин.
Другою ревізією в 1906 році було встановлено 100-річний обіг рубки. Окрім створення культур після корчування, запроектовані посіви жолудів дуба на лісосіках, що відновилися природно.

### Російсько-українська війна
Після деокупації Тростянця 22 березня 2022 року працівники підприємства виявили дуже багато пошкоджень на території лісгоспу. Згоріли центральна контора, цех лісоперероблювання, дах гаражів. Будівля автотранспортного цеху була повністю зруйнована, майже весь автопарк мав пошкодження.
На території лісництв зафіксовано багато випадків замінування. Неподалік лісгоспу на узбіччі на міні підірвався екскаватор підприємства. Водій не постраждав. Зараз, у цілях безпеки, склали карту, де видно, яка територія не пройшла мінне обстеження. На тих ділянках ніякі роботи не ведуться.
Станом на 2024 рік із 187 працівників лісгоспу — 10 захищають Україну. Також є ті, хто знаходиться у полоні та вважається зниклими безвісти.

## Список приміток
1. 1 2  Про підприємство – ДП «ТРОСТЯНЕЦЬКЕ ЛІСОВЕ ГОСПОДАРСТВО» (укр.). Процитовано 16 травня 2024.
2. ↑  Відновлення Тростянецького лісгоспу: як підприємство долає наслідки війни в умовах реформування. Свій Дім (укр.). Процитовано 16 травня 2024.